# 相馬駅
相馬駅（そうまえき）は、福島県相馬市中村字曲田（まがた）にある、東日本旅客鉄道（JR東日本）常磐線の駅である。

## 歴史
- 1897年（明治30年）11月10日：日本鉄道の中村駅（なかむらえき）として開業[1][4]。
- 1906年（明治39年）11月1日：日本鉄道が国有化され、官設鉄道の所属となる[4]。
- 1909年（明治42年）10月12日：線路名称の制定により、常磐線の所属となる。
- 1935年（昭和10年）10月15日：省営自動車白中線（白石駅 - 中村 - 原釜間）の運輸営業を開始[5][6]。
- 1949年（昭和24年）6月1日：日本国有鉄道が発足。
- 1961年（昭和36年）3月20日：相馬駅に改称[1]。
- 1984年（昭和59年）2月1日：貨物の取り扱いを廃止[4]。
- 1985年（昭和60年）3月14日：荷物の扱いを廃止[4]。
- 1987年（昭和62年）4月1日：国鉄分割民営化により、JR東日本の駅となる[4]。
- 2009年（平成21年）3月14日：ICカード「Suica」の利用が可能となる[報道 1]。
- 2011年（平成23年）
  - 3月11日：東日本大震災により、休止。
  - 4月12日：常磐線代替バスが亘理駅 - 当駅間で運行を開始[7]。
  - 5月23日：代行バスの運転区間を原ノ町駅まで延長[報道 2]。
  - 12月20日：原ノ町駅 - 当駅間で代行バスの運転を終了[報道 3]。
  - 12月21日：当駅の営業および原ノ町駅 - 当駅間で運転を再開[報道 3]。
- 2016年（平成28年）
  - 12月9日：亘理駅 - 当駅間の代行バスの運転を終了[報道 4]。
  - 12月10日：当駅 - 浜吉田駅間運転再開[報道 4][報道 5]。
- 2020年（令和2年）3月14日：東日本大震災の影響で不通になっていた富岡 - 浪江間の全線復旧に伴い、再び当駅に特急「ひたち」の停車を開始[報道 6]。
- 2021年（令和3年）3月20日：上下線ホームを結ぶ跨線橋にエレベーターを設置[新聞 1]。
- 2023年（令和5年）3月17日：みどりの窓口の営業を終了[8][9]。
- 2024年（令和6年）10月1日：えきねっとQチケのサービスを開始[2][報道 7]。

### 駅名の由来
開業当時の名称である中村駅は、開業時点での当駅所在地であった相馬郡中村町に由来する。中村町が合併により相馬市となるにあたって当駅の名称も相馬駅となった。

## 駅構造
相対式ホーム2面2線とホームのない中線1線を有する地上駅である。ホーム間は跨線橋にて連絡する。木造駅舎を有する。
原ノ町統括センター（原ノ町駅）が管理し、JR東日本ステーションサービスが業務を受託する業務委託駅である。ただし、お客さまサポートコールシステムが導入されており、早朝や一部の日中時間帯は遠隔対応のため改札係員は不在となる。2017年（平成29年）2月までは直営駅であり、相馬 - 新地間を管理していた（現在は原ノ町管理）。
駅舎内には自動券売機、指定席券売機、簡易Suica改札機、NewDaysなどがある。

### のりば
| 番線 | 路線    | 方向 | 行先                   |
| ---- | ------- | ---- | ---------------------- |
| 1    | ■常磐線 | 下り | 岩沼・仙台方面         |
| 2    | ■常磐線 | 上り | 原ノ町・水戸・上野方面 |

1番線は原ノ町方面への折り返しにも対応している。東日本大震災の影響で当駅から岩沼方面が不通であった時期は、すべての列車が1番線で折り返していた。

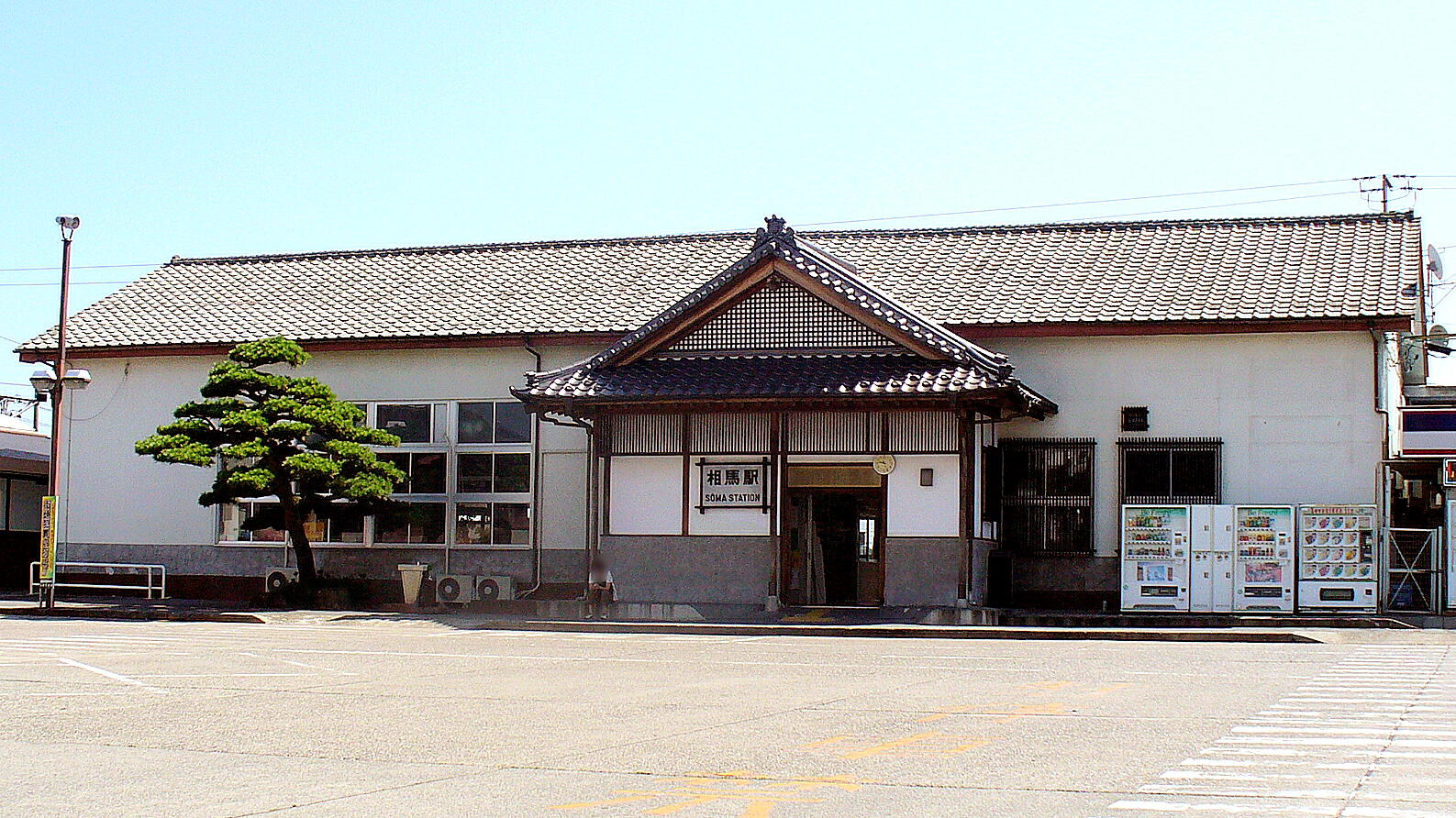
改装前の駅舎（2007年8月）
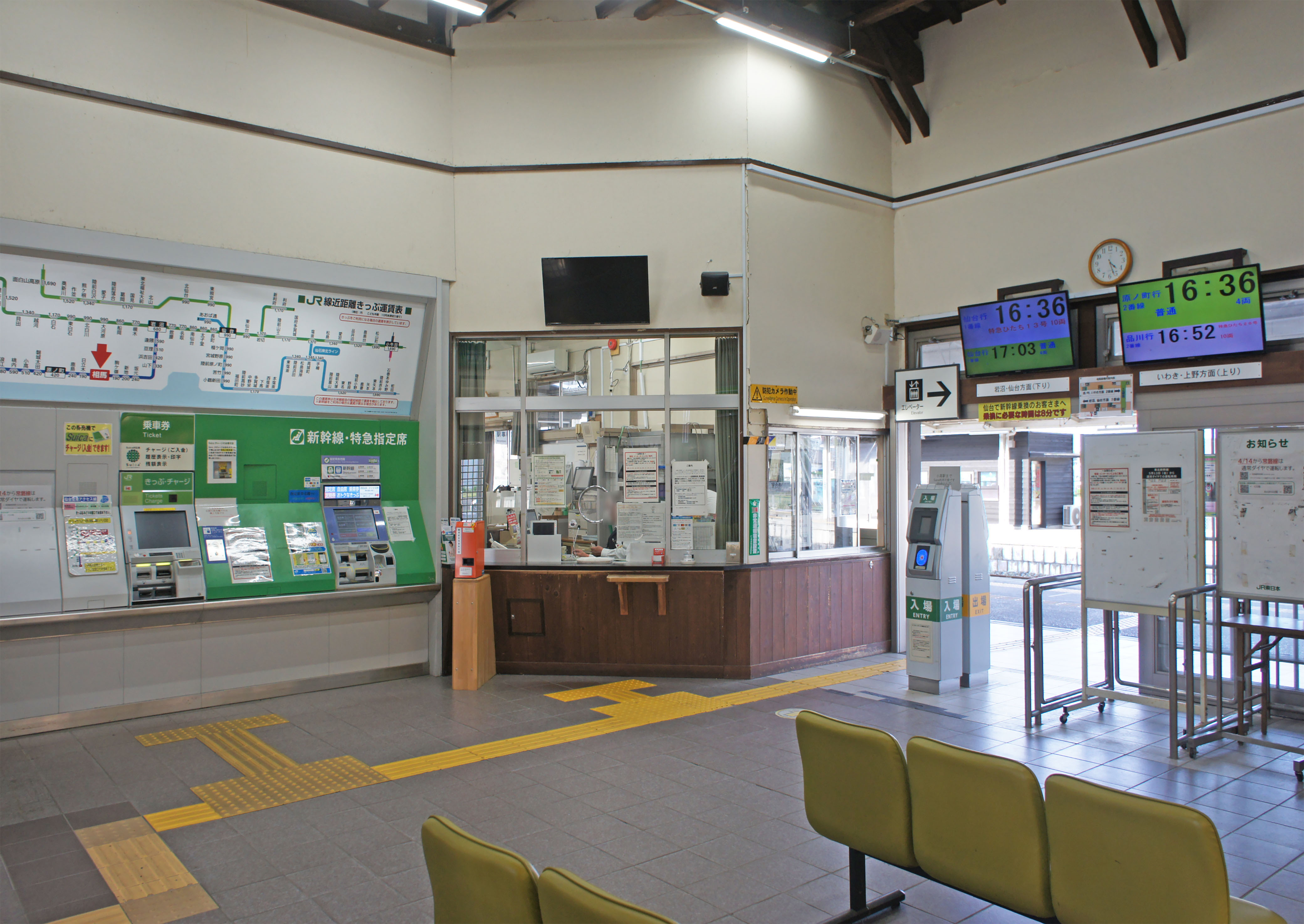
改札口と券売機（2022年4月）
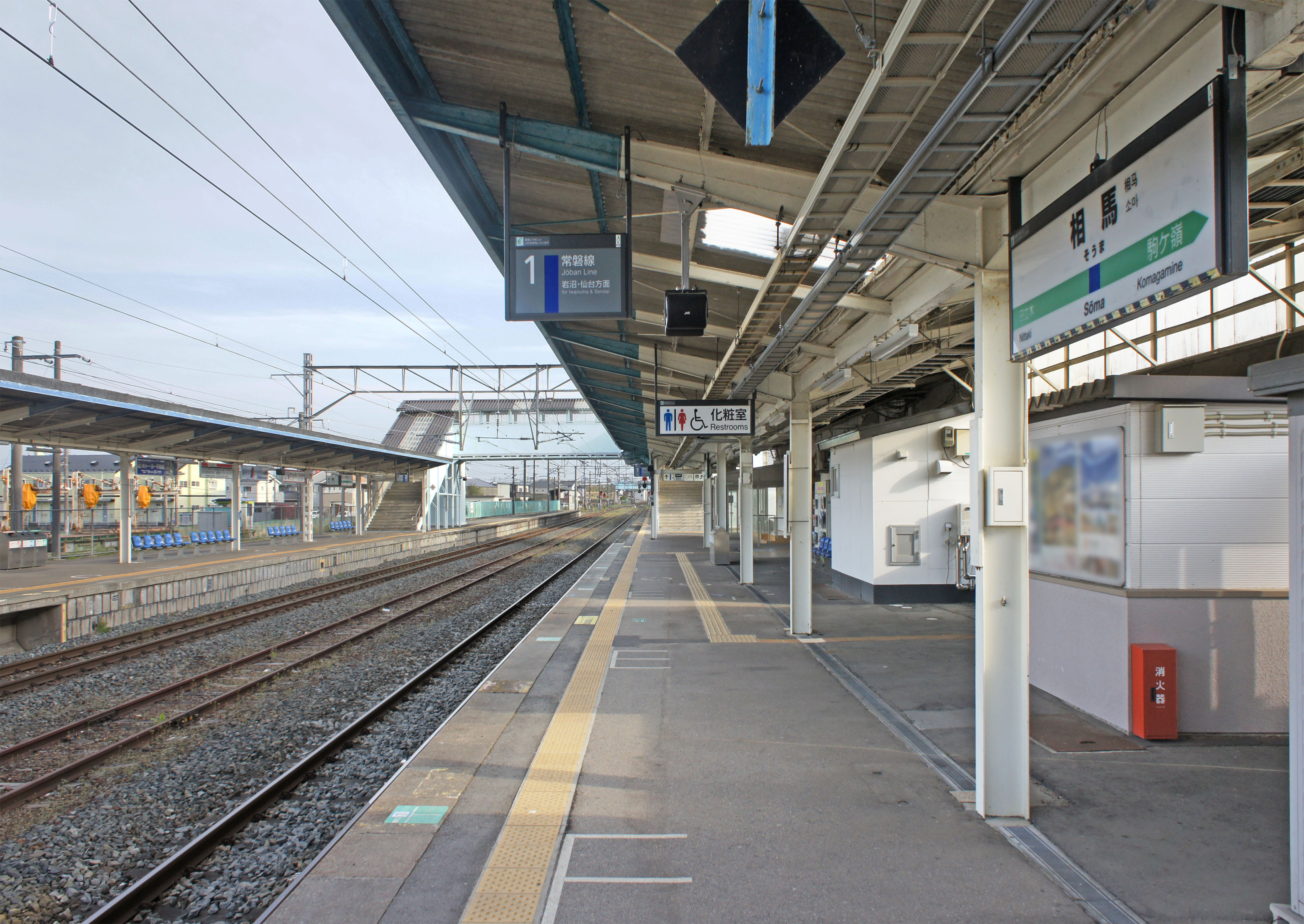
1番線ホーム（2022年4月）
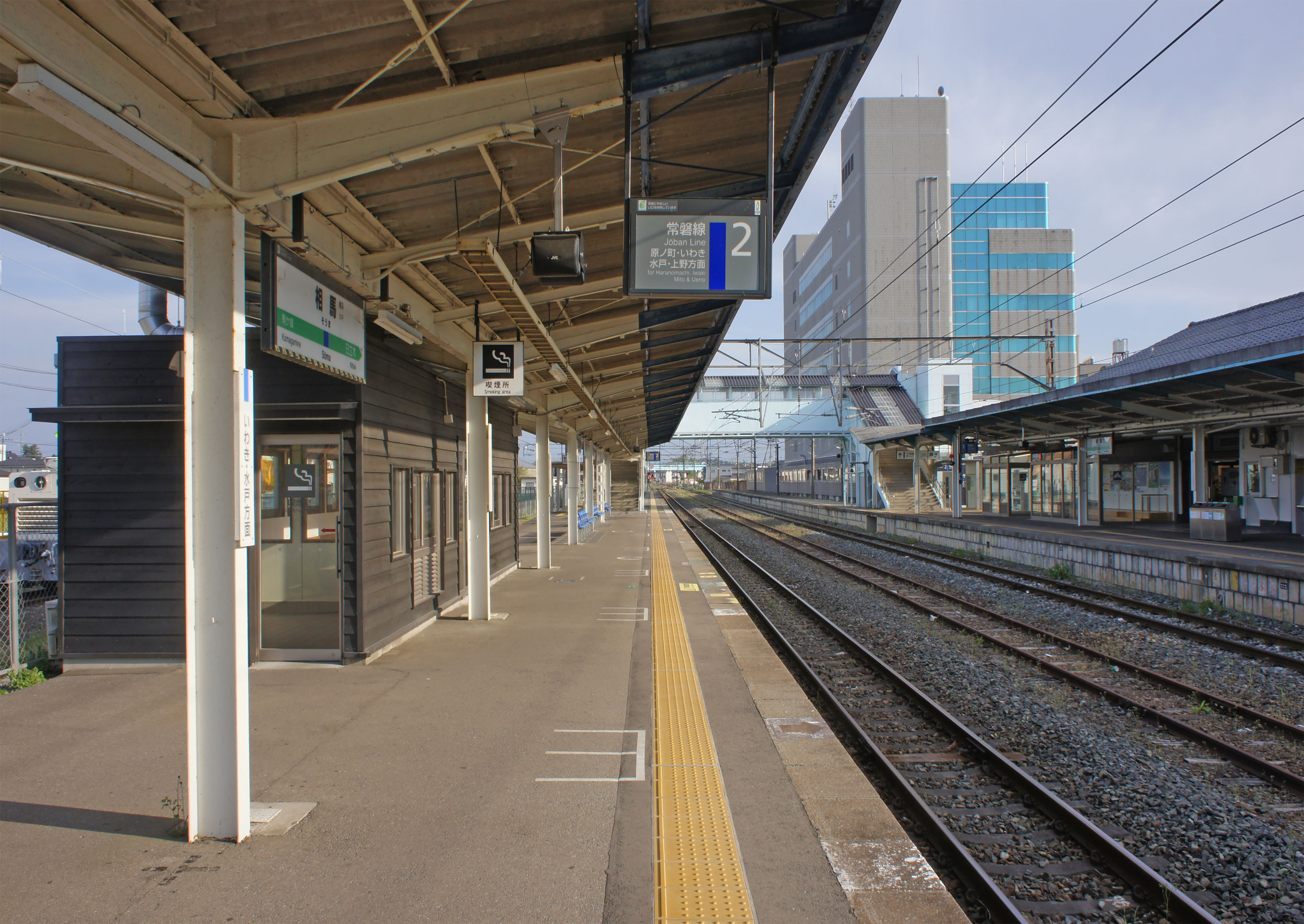
2番線ホーム（2022年4月）

## 利用状況
JR東日本によると、2023年度（令和5年度）の1日平均乗車人員は1,082人である。
2000年度（平成12年度）以降の推移は以下のとおりである。
| 1日平均乗車人員推移 | 1日平均乗車人員推移 | 1日平均乗車人員推移 | 1日平均乗車人員推移 | 1日平均乗車人員推移 |
| 年度                | 定期外              | 定期                | 合計                | 出典                |
| ------------------- | ------------------- | ------------------- | ------------------- | ------------------- |
| 2000年（平成12年）  |                     |                     | 2,002               | [ 利用客数 2 ]      |
| 2001年（平成13年）  |                     |                     | 1,936               | [ 利用客数 3 ]      |
| 2002年（平成14年）  |                     |                     | 1,863               | [ 利用客数 4 ]      |
| 2003年（平成15年）  |                     |                     | 1,833               | [ 利用客数 5 ]      |
| 2004年（平成16年）  |                     |                     | 1,766               | [ 利用客数 6 ]      |
| 2005年（平成17年）  |                     |                     | 1,722               | [ 利用客数 7 ]      |
| 2006年（平成18年）  |                     |                     | 1,748               | [ 利用客数 8 ]      |
| 2007年（平成19年）  |                     |                     | 1,758               | [ 利用客数 9 ]      |
| 2008年（平成20年）  |                     |                     | 1,703               | [ 利用客数 10 ]     |
| 2009年（平成21年）  |                     |                     | 1,593               | [ 利用客数 11 ]     |
| 2010年（平成22年）  |                     |                     | 1,502               | [ 利用客数 12 ]     |
| 2011年（平成23年）  | 非公表              | 非公表              | 非公表              |                     |
| 2012年（平成24年）  | 220                 | 681                 | 901                 | [ 利用客数 13 ]     |
| 2013年（平成25年）  | 209                 | 626                 | 836                 | [ 利用客数 14 ]     |
| 2014年（平成26年）  | 206                 | 557                 | 764                 | [ 利用客数 15 ]     |
| 2015年（平成27年）  | 205                 | 558                 | 763                 | [ 利用客数 16 ]     |
| 2016年（平成28年）  | 269                 | 581                 | 850                 | [ 利用客数 17 ]     |
| 2017年（平成29年）  | 393                 | 721                 | 1,115               | [ 利用客数 18 ]     |
| 2018年（平成30年）  | 395                 | 748                 | 1,144               | [ 利用客数 19 ]     |
| 2019年（令和元年）  | 374                 | 746                 | 1,121               | [ 利用客数 20 ]     |
| 2020年（令和02年）  | 193                 | 648                 | 841                 | [ 利用客数 21 ]     |
| 2021年（令和03年）  | 210                 | 695                 | 906                 | [ 利用客数 22 ]     |
| 2022年（令和04年）  | 277                 | 731                 | 1,009               | [ 利用客数 23 ]     |
| 2023年（令和05年）  | 314                 | 768                 | 1,082               | [ 利用客数 1 ]      |

## 駅周辺
タクシーの待ち合い広場がある。
- 相馬市役所
- 相馬市役所駅前行政サービスコーナー
- 相馬市図書館
- 相馬市民会館
- 相馬市振興公社駅ビル
- JR東日本クロスステーション相馬店
- 相馬ステーションホテル
- 相馬駅前郵便局
- 相馬郵便局
- 相馬公共職業安定所
- 相馬北部用水改良事務所
- 相馬中村城跡
- 相馬神社
- 馬陵公園
- 福島県道394号相馬新地線（旧国道6号）
- 国道6号相馬バイパス（駅の東側約1.5キロメートル離れた位置にある）
- 国道113号
- 国道115号（中村街道／相馬南バイパス）
- 福島県道・宮城県道38号相馬亘理線
- 福島県道74号原町海老相馬線
- 福島県道121号日下石新沼線
- 福島県道・宮城県道228号相馬大内線
- 常磐自動車道・東北中央自動車道（相馬福島道路）・相馬インターチェンジ
- 福島交通相馬営業所
- あぶくま信用金庫相馬支店
- 相馬税務署
- 小名浜税関支署相馬出張所
- 福島地方法務局相馬支局
- 相馬警察署
- 相馬広域消防本部
  - 相馬広域消防相馬消防署
- 相馬労働基準監督署
- 公立相馬総合病院
- 小泉川
- 宇多川

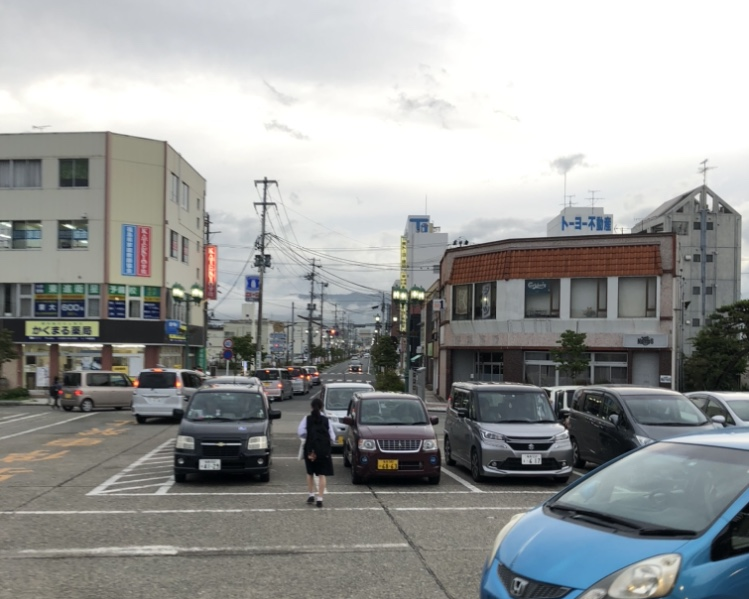
相馬駅より西側を望む（2020年7月）
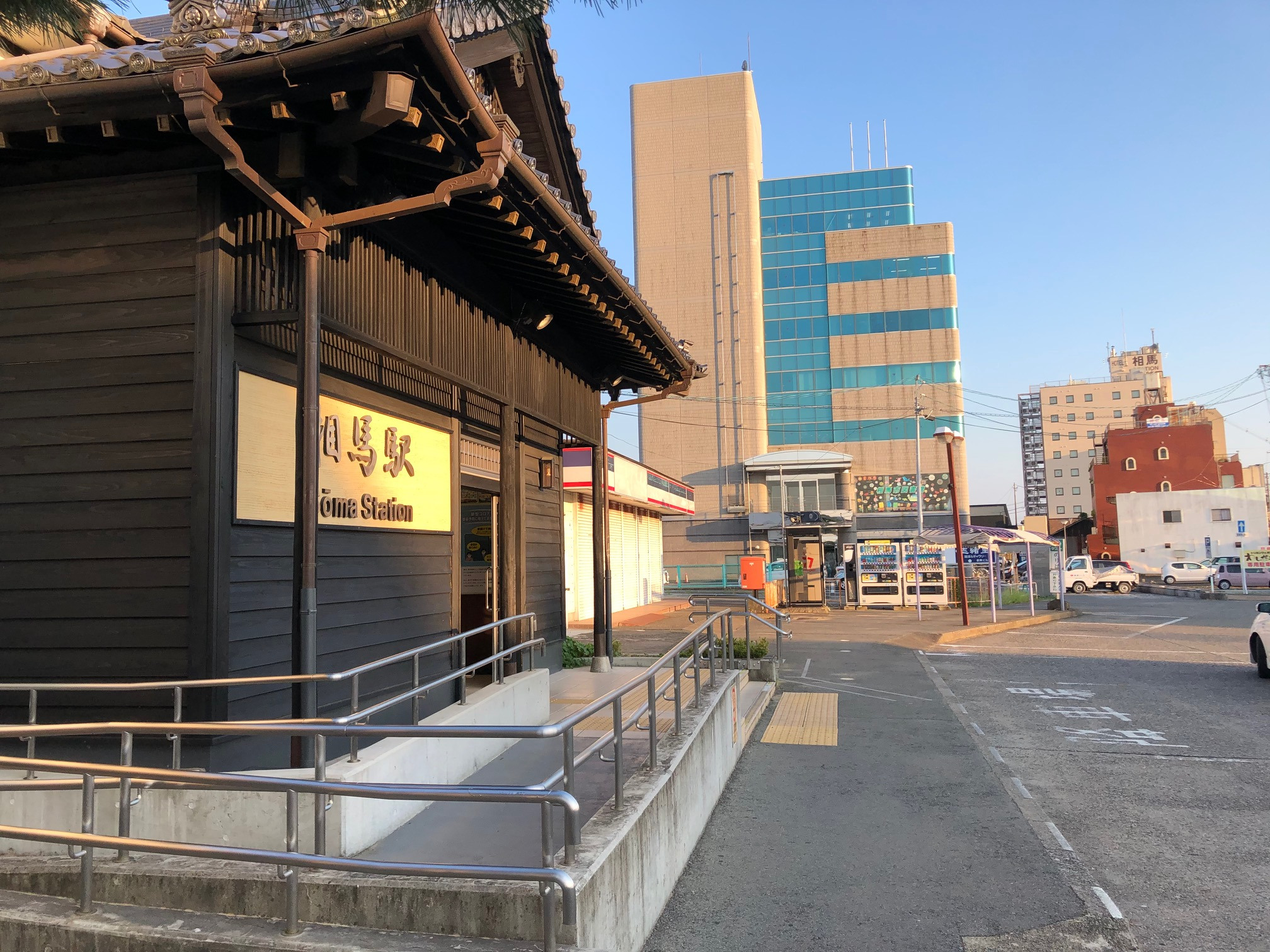
駅舎と振興ビル（2020年8月）

### バス路線
駅構内には乗り入れない。
- 福島交通
  - 相馬駅から徒歩1 - 2分の相馬営業所に発着。

## その他
- 瓦屋根が美しい和風の駅舎を有するとして、2002年（平成14年）に東北の駅百選へと選定された[1]。
- 2024年（令和6年）7月現在、JR東日本ステーションサービスの駅業務受託駅としては最北端に位置する[3]。

## 隣の駅
東日本旅客鉄道（JR東日本）
■常磐線
- 特急「ひたち」停車駅

■普通
日立木駅 - 相馬駅 - 駒ケ嶺駅

### 記事本文

#### 報道発表資料
1. ↑  『Suicaをご利用いただけるエリアが広がります。』（PDF）（プレスリリース）東日本旅客鉄道、2008年12月22日。オリジナルの2020年5月24日時点におけるアーカイブ。2020年5月25日閲覧。
2. ↑  『代行バスの運転について』（PDF）（プレスリリース）東日本旅客鉄道水戸支社、2011年5月20日。オリジナルの2011年5月31日時点におけるアーカイブ。2021年3月21日閲覧。
3. 1 2  『常磐線の運転計画について』（PDF）（プレスリリース）東日本旅客鉄道水戸支社、2011年12月14日。オリジナルの2012年2月7日時点におけるアーカイブ。2021年3月21日閲覧。
4. 1 2  『2016年12月 ダイヤ改正について』（PDF）（プレスリリース）東日本旅客鉄道水戸支社、2016年9月29日。オリジナルの2016年10月13日時点におけるアーカイブ。2021年3月21日閲覧。
5. ↑  『常磐線相馬〜浜吉田間の運転再開日の決定について』（PDF）（プレスリリース）東日本旅客鉄道仙台支社／水戸支社、2016年7月28日。オリジナルの2020年4月19日時点におけるアーカイブ。2021年3月21日閲覧。
6. ↑  『常磐線全線運転再開にあわせた特急列車の直通運転について』（PDF）（プレスリリース）東日本旅客鉄道、2019年7月5日。オリジナルの2020年1月17日時点におけるアーカイブ。2020年3月20日閲覧。
7. ↑  『Suicaエリア外もチケットレスで! 東北エリアから「えきねっとQチケ」がはじまります』（PDF）（プレスリリース）東日本旅客鉄道、2024年7月11日。オリジナルの2024年7月11日時点におけるアーカイブ。2024年8月1日閲覧。

#### 新聞記事
1. ↑  「JR常磐線・相馬駅にエレベーター設置 上下線をつなぐ通路に」『福島民友』福島民友新聞社、2021年3月21日。オリジナルの2021年3月21日時点におけるアーカイブ。2021年3月21日閲覧。

### 利用状況
1. 1 2  “各駅の乗車人員（2023年度）”.   東日本旅客鉄道. 2024年7月21日閲覧。
2. ↑  “各駅の乗車人員（2000年度）”.   東日本旅客鉄道. 2019年3月3日閲覧。
3. ↑  “各駅の乗車人員（2001年度）”.   東日本旅客鉄道. 2019年3月3日閲覧。
4. ↑  “各駅の乗車人員（2002年度）”.   東日本旅客鉄道. 2019年3月3日閲覧。
5. ↑  “各駅の乗車人員（2003年度）”.   東日本旅客鉄道. 2019年3月3日閲覧。
6. ↑  “各駅の乗車人員（2004年度）”.   東日本旅客鉄道. 2019年3月3日閲覧。
7. ↑  “各駅の乗車人員（2005年度）”.   東日本旅客鉄道. 2019年3月3日閲覧。
8. ↑  “各駅の乗車人員（2006年度）”.   東日本旅客鉄道. 2019年3月3日閲覧。
9. ↑  “各駅の乗車人員（2007年度）”.   東日本旅客鉄道. 2019年3月3日閲覧。
10. ↑  “各駅の乗車人員（2008年度）”.   東日本旅客鉄道. 2019年3月3日閲覧。
11. ↑  “各駅の乗車人員（2009年度）”.   東日本旅客鉄道. 2019年3月3日閲覧。
12. ↑  “各駅の乗車人員（2010年度）”.   東日本旅客鉄道. 2019年3月3日閲覧。
13. ↑  “各駅の乗車人員（2012年度）”.   東日本旅客鉄道. 2019年3月3日閲覧。
14. ↑  “各駅の乗車人員（2013年度）”.   東日本旅客鉄道. 2019年3月3日閲覧。
15. ↑  “各駅の乗車人員（2014年度）”.   東日本旅客鉄道. 2019年3月3日閲覧。
16. ↑  “各駅の乗車人員（2015年度）”.   東日本旅客鉄道. 2019年3月3日閲覧。
17. ↑  “各駅の乗車人員（2016年度）”.   東日本旅客鉄道. 2019年3月3日閲覧。
18. ↑  “各駅の乗車人員（2017年度）”.   東日本旅客鉄道. 2019年7月8日閲覧。
19. ↑  “各駅の乗車人員（2018年度）”.   東日本旅客鉄道. 2019年7月8日閲覧。
20. ↑  “各駅の乗車人員（2019年度）”.   東日本旅客鉄道. 2020年7月12日閲覧。
21. ↑  “各駅の乗車人員（2020年度）”.   東日本旅客鉄道. 2021年7月24日閲覧。
22. ↑  “各駅の乗車人員（2021年度）”.   東日本旅客鉄道. 2022年8月7日閲覧。
23. ↑  “各駅の乗車人員（2022年度）”.   東日本旅客鉄道. 2023年7月10日閲覧。